# Lyndon B. Johnsons presidentskap

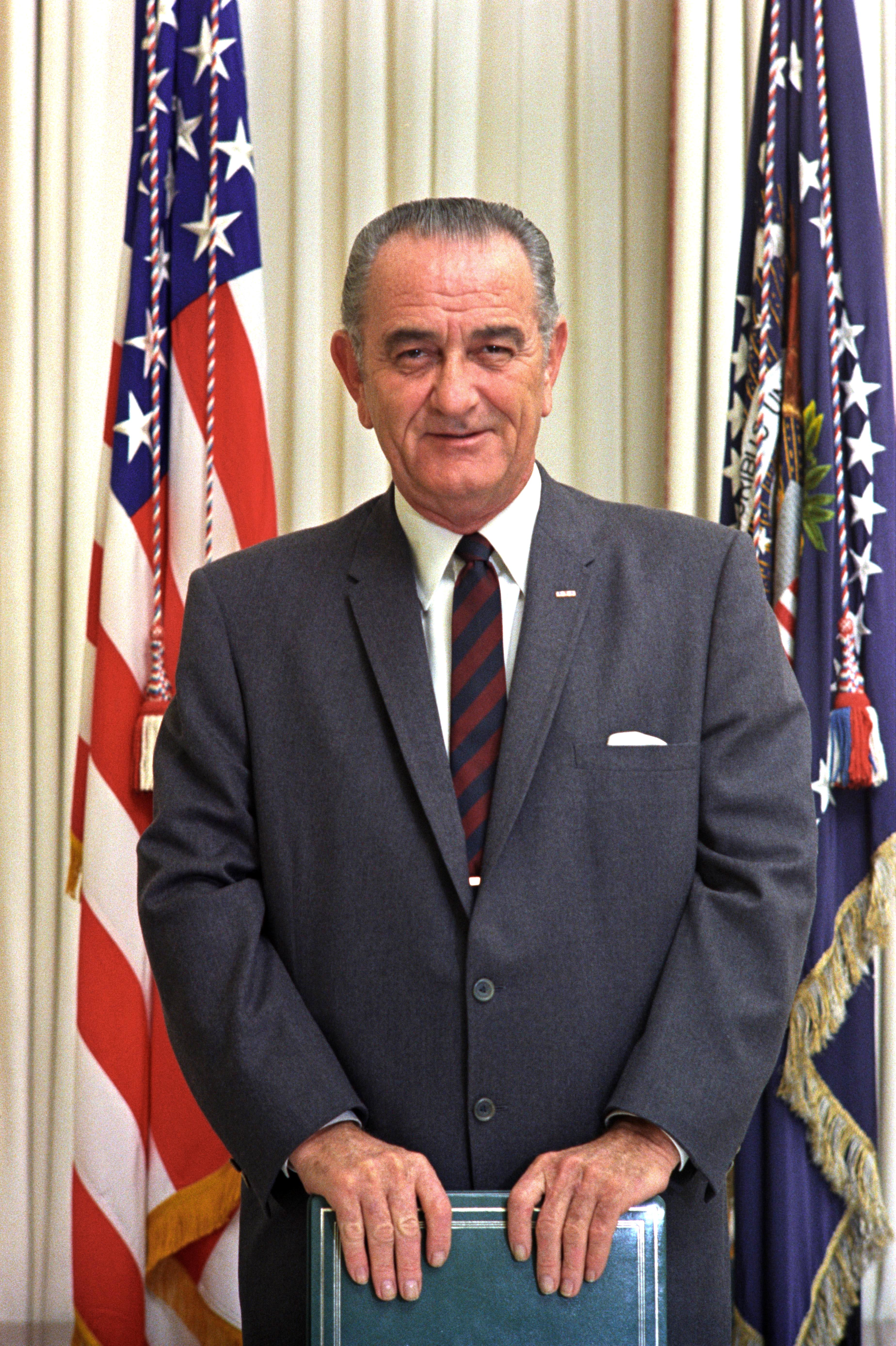
Lyndon B. Johnson 1969.

Lyndon B. Johnsons presidentskap inleddes efter mordet på John F. Kennedy den 22 november 1963 och avslutades den 20 januari 1969. Johnson vann överlägset valet 1964 mot Barry Goldwater. Inför valet 1968 meddelade Johnson att han avstod att kandidera, trots att han som sittande president ansågs given som demokraternas kandidat.
Inom inrikespolitiken genomförde Johnsonadministrationen grundläggande medborgarrättsreformer till förmån för landets afroamerikanska befolkning i form av två medborgarrättslagar 1964 och 1968 och en rösträttsreform 1965. Den senare gav flera miljoner afroamerikaner i södra USA rösträtt för första gången. Johnson värdesatte utbildning och som ett led i hans Great Society-program införde han Medicare, finansierade skoldistrikt med statliga medel och förde ett "villkorslöst krig" mot fattigdom. Inom utrikespolitiken försökte han få till stånd bättre relationer med Sovjetunionen och fick Sovjetunionen och Storbritannien att underteckna Icke-spridningsavtalet om kärnvapen 1968. Hans administration ökade avsevärt den militära närvaron i Vietnam, vilket ledde till civila antikrigsprotester runtom i USA och resulterade i låga opinionssiffror för Johnson inför valet 1968.

## Bakgrund

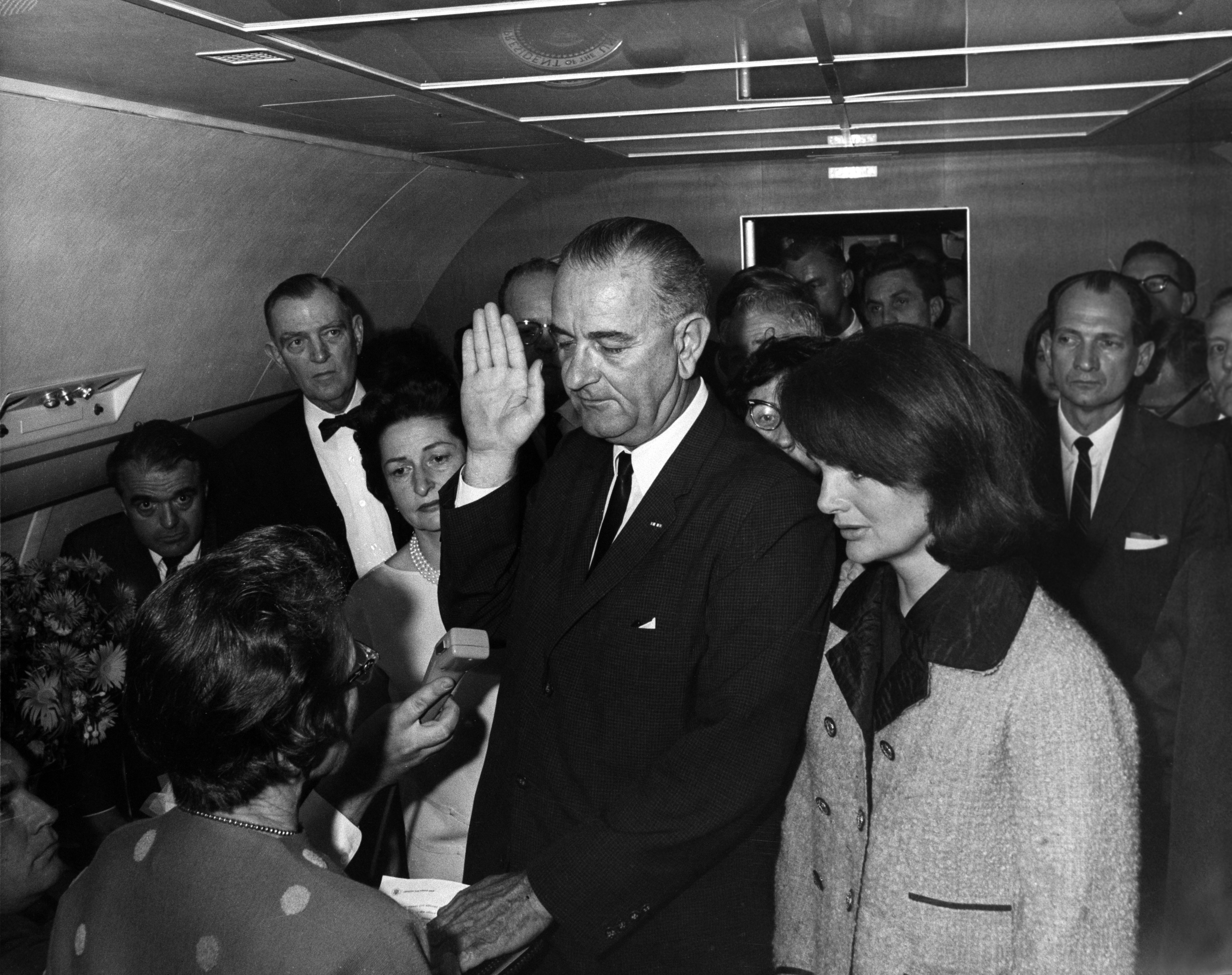
Lyndon Johnson svär presidenteden ombord på Air Force One i Dallas den 22 november 1963. Till höger om honom står Jacqueline Kennedy.

Johnson var senator för Texas mellan 1949 och 1961 och blev demokraternas ledare i senaten 1953. Han ställde upp i valet 1960, men förlorade mot John F. Kennedy. Kennedy såg sin chans att få ökat stöd i södra och västra USA och erbjöd därför Johnson att bli hans vicepresidentkandidat, vilket Johnson accepterade. Johnson blev vicepresident 1961. Som Kennedys vicepresident hade Johnson en viktig roll som presidentens rådgivare, särskilt i frågor om rymdprogrammet.
Efter mordet på Kennedy svor Johnson presidenteden ombord på Air Force One på Love Field i Dallas klockan 2:38 den 22 november 1963. Johnson ansåg det viktigt att få till en regering snart efter mordet för att förhindra splittringar i landet. Eftersom varken Johnson eller United States Secret Service visste om gärningsmannen agerat ensam ansågs det nödvändigt att omedelbart resa till Washington, D.C.. Detta beslut om att så snart svära presidented mottogs med blandade känslor av allmänheten.
Johnsons första åtgärder som president var att döpa om NASA:s raketanläggning i Florida till John F. Kennedy Space Center och Cape Canaveral Air Force Station till Cape Kennedy Air Force Station. Han lät också tillsätta den så kallade Warrenkommissionen för att utreda mordet på Kennedy. Kommissionen avlade sitt betänkande i september 1964 och dess slutsats var att Lee Harvey Oswald var Kennedys och J.D. Tippits ensamme mördare.

## Kabinettet
När Johnson tillträdde som president bad han Kennedys sittande kabinett att stanna kvar. Bland de ministrar Johnson behöll var justitieminister Robert F. Kennedy, jordbruksminister Orville Freeman, arbetsmarknadsminister W. Willard Wirtz, utrikesminister Dean Rusk och inrikesminister Stewart Udall. Robert Kennedy stannade kvar som justitieminister i 10 månader, trots att han aldrig fick ett bra förhållande till Johnson. 1965 utsågs Robert C. Weaver till bostadsminister och blev sålunda den förste afroamerikanske medlemmen av USA:s kabinett. Det fanns aldrig någon stabschef i Vita huset under Johnsons administration, istället översågs dagordningen av Walter Jenkins, som avgick 1964. Yngst i Johnsons regering var Bill Moyers som sedermera blev en nyckelperson inom inrikespolitiken. Han kom i praktiken att vara Johnsons inofficielle stabschef mellan 1964 och 1966. Talskrivare var Horace Busby och pressekreterare var George Reedy.
Under Johnsons första 425 dagar som president fanns ingen vicepresident. Representanthusets talman John William McCormack stod närmast under presidentposten, men i valrörelsen 1964 utsåg Johnson senator Hubert Humphrey till sin vicepresident. Humphrey kom att fungera som vicepresident fram till regeringens avgång 1969.

## Utnämningar inom rättsväsendet
Två personer utnämndes till högsta domstolen under Johnsonadministrationen. Den förste var Johnsons nära vän Abe Fortas. Johnson ville ha någon han litade på och som kunde ge honom insiderinformation när Johnson drev igenom kontroversiella lagförslag. Den andre var Thurgood Marshall, som blev den förste afroamerikanen i högsta domstolen. Arthur Goldberg blev USA:s FN-ambassadör och Fortas utnämndes till Chefsdomare i USA:s högsta domstol efter Earl Warren.

## Inrikespolitik

### Medborgerliga rättigheter

#### Medborgarrättslagen 1964

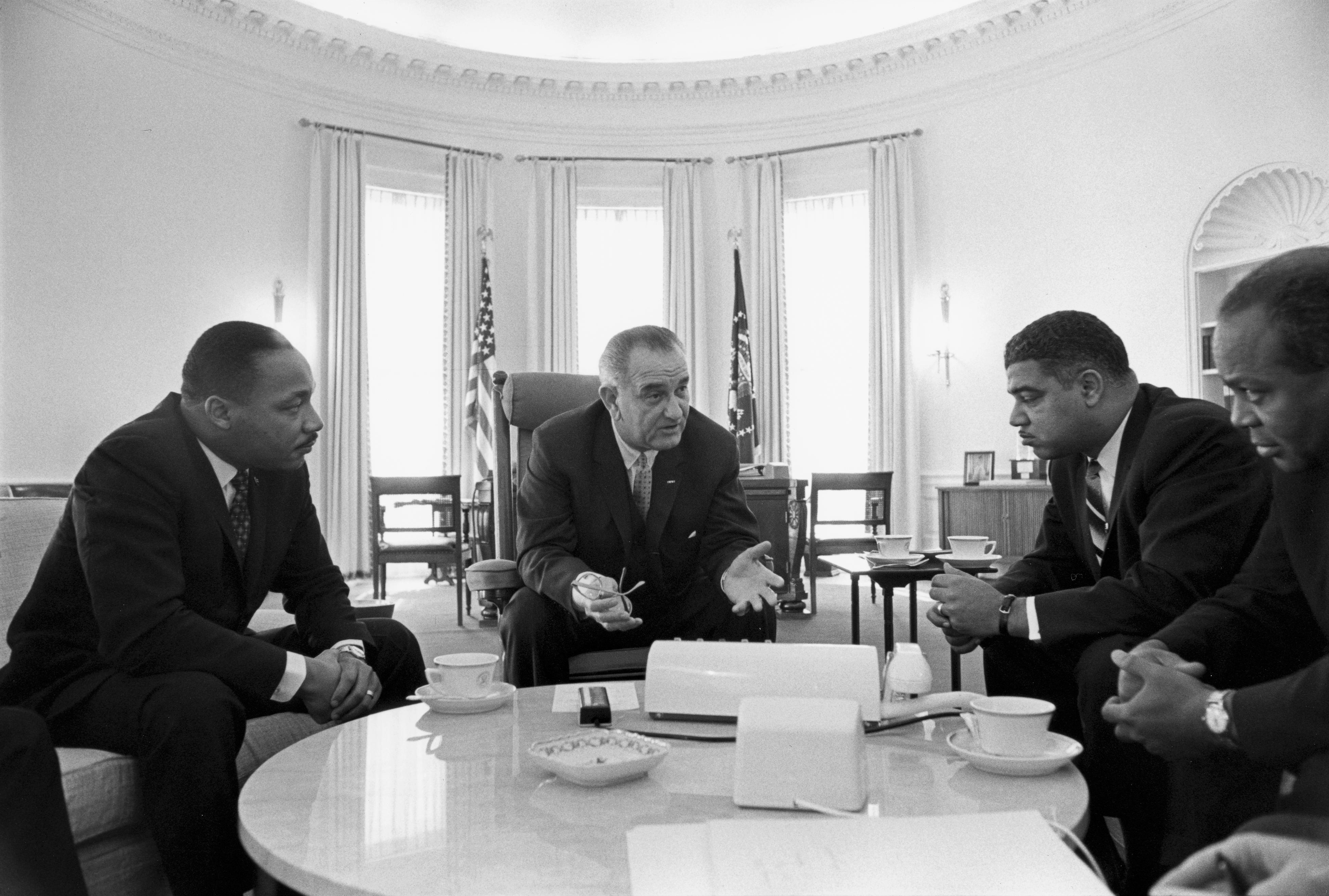
Lyndon Johnson sammanträder med ledare för medborgarrättsrörelsen i Ovala rummet 1964. Från vänster: Martin Luther King, Johnson, Whitney Young och James Farmer.

Johnson hade länge varit anhängare av medborgerliga rättigheter för USA:s färgade befolkning. Kennedy hade i juni 1963 tagit fram ett lagförslag om medborgerliga rättigheter, men som inte accepterades av House Rules Committee och senaten. Dessutom såg kongressmän och senatorer från sydstaterna till att fördröja voteringen om lagförslaget. För att få igenom sitt lagförslag började Johnson och hans medarbetare att påverka både republikaner och demokrater att godkänna lagförslaget. I voteringen den 10 februari 1964 vann Johnsons lagförslag med 290 röster mot 110. 152 demokrater och 136 republikaner röstade för lagförslaget. Sedan var det upp till senaten att avgöra frågan. 20 republikaner motsatte sig förslaget och deras presidentkandidat Barry Goldwater inför det kommande valet var emot lagen. Efter en flera månader lång debatt i senaten vann Johnsons lagförslag i en votering den 19 juni med 73 röster mot 27. Motståndarna mot förslaget var Goldwater, fem republikaner och flera sydstatsdemokrater.
Lagen undertecknades av Johnson den 2 juli 1964. Enligt en uppgift skulle Johnson sagt när han lade ner sin penna: "Vi har förlorat södern för en generation framåt." Lagen innebar förbud mot segregation på offentliga platser, förbud mot diskriminering på grund av etnisk bakgrund och könstillhörighet på arbetsplatser samt förstärkning av regeringens befogenheter att utreda etnisk och könsdiskriminering på arbetsplatserna.

#### Rösträttsreformen
Trots medborgarrättslagen fortsatte många sydstater att hämma afroamerikanernas rösträtt genom att anordna "vita primärval". Därför lät Johnson omedelbart efter valet 1964 beordra justitieminister Nicholas Katzenbach att framta en fullständig rösträttsreform. Johnson offentliggjorde dock inte sina ambitioner, då han var orolig för att en ny rösträttsreform skulle få demokratiska kongressledamöter från sydstaterna att rösta emot hans Great Society-reformer. Samtidigt utbröt demonstrationer och kravaller i bland annat Alabama där den färgade folkningen protesterade för att regeringen skulle värna deras medborgerliga rättigheter. En demonstrationsmarsch skulle av afroamerikaner från Selma till Montgomery för att träffa guvernör George Wallace, men flera demonstranterna attackerades av polisen med tårgas och flera av de marscherande greps av polisen strax utanför Selma. Denna händelse blev känd som "blodiga söndagen" och visades på TV runtom i landet.
På grund av detta lät Johnson omedelbart skicka sitt förslag om rösträttsreform till kongressen och höll ett offentligt tal om saken innan förslaget behandlades i kongressen. I maj 1965 röstades förslaget igenom i senaten med 77 röster mot 19 och i representanthuset med 333 röster mot 85. Lagen, som undertecknades av Johnson den 6 augusti, innebar förbud mot inskränkningar på grund av etniskt ursprung i rösträtten och innebar därigenom att flera miljoner färgade i södra USA fick rösträtt för första gången. Detta kom också att innebära att antalet färgade inom offentliga samhällsposter fördubblades mellan 1968 och 1980.
Efter mordet på medborgarrättsarbetaren Viola Liuzzo i mars 1965 gick Johnson ut i media och tillkännagav att fyra medlemmar av Ku Klux Klan arresterats. Han fördömde klanens verksamhet och bad dess medlemmar att "återvända till ett anständigt samhälle innan det är för sent." På Johnsons inrådan tillsattes en utredning om Ku Klux Klans verksamhet och när de som arresterats för mordet på Liuzzo frigavs av en vit jury, beordrade Johnson att medborgarrättslagen från 1964 skulle användas för att åtala dem. Johnson blev således den förste presidenten sedan Ulysses S. Grant som åtalade medlemmar ur Ku Klux Klan.

#### Medborgarrättslagen 1968

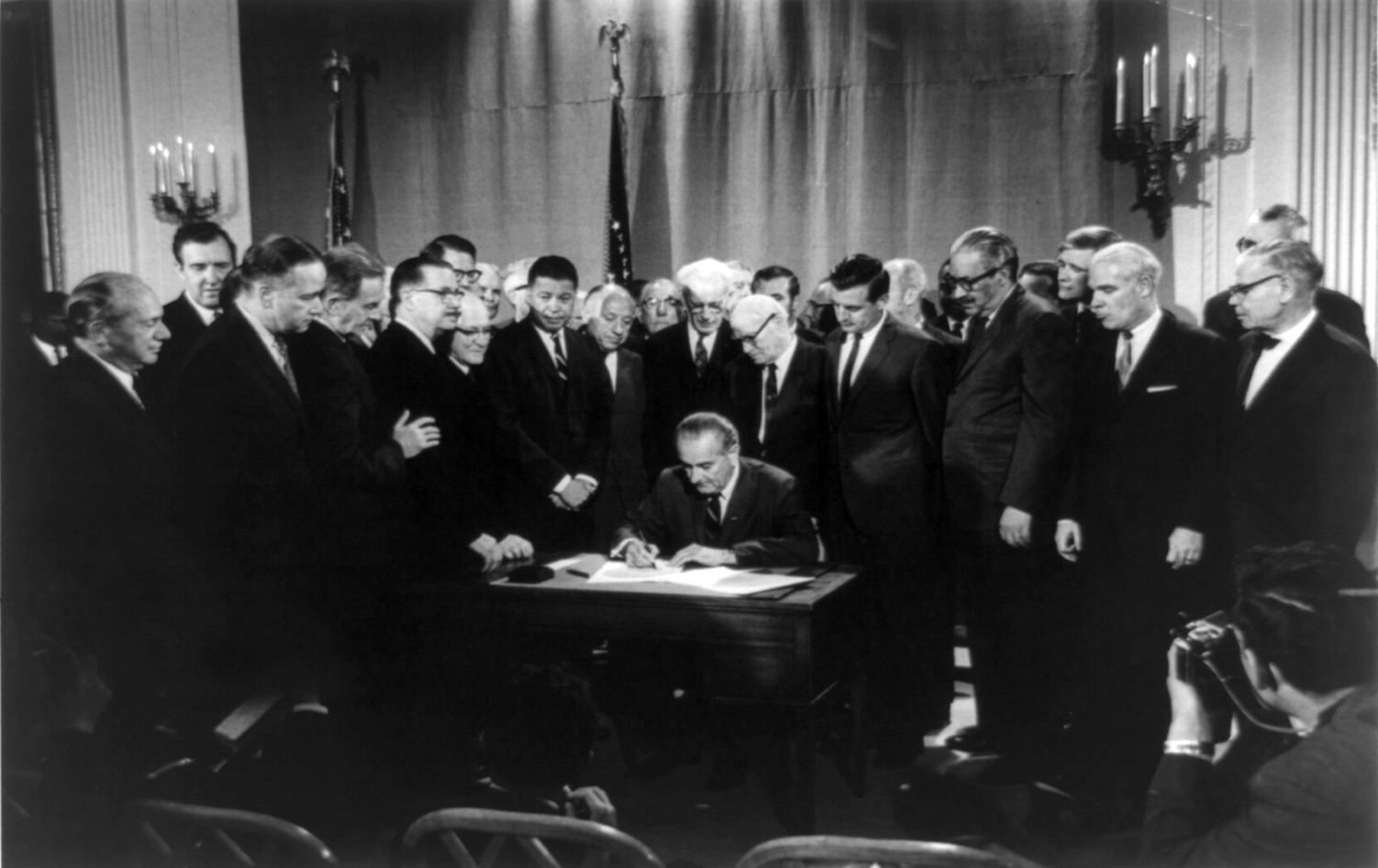
Johnson undertecknar medborgarrättslagen.

I april 1966 tog Johnson fram ett lagförslag mot förbud mot försäljare att inte ingå avtal endast på grund av köparens hudfärg. Förslaget mötte starkt motstånd från flera nordstatare som hade stöttat de föregående medborgarrättslagarna. En annan version av lagförslaget passerade representanthuset, men fick avslag i senaten. Mordet på Martin Luther King den 4 april 1968 och den sociala oro som följde därefter gagnade Johnsons förslag på en ny medborgarrättslag. Den 10 april röstades därför The Fair Housing Act igenom som förbjöd diskriminering av hudfärg, religion och nationalitet vid bostadsuthyrning och fastighetsförsäljning.

### Kriget mot fattigdom
1964 förklarade Johnson som han sade "ett villkorslöst krig mot fattigdom i Amerika." I april 1964 godkändes Johnsons lag Economic Opportunity Act. Till följd av den bildades Office of Economic Opportunity (OEO) som skulle övervaka lokala myndigheter som utdelade bistånd till fattiga. Också ett arbetsträningsprogram kallat Job Corps bildades. Johnson var övertygad om att människor i fattigdom bäst kunde hjälpas av regeringen och hans lagförslag, som signerades den 20 augusti, fick även stöd av konservativa demokrater. Samma år antogs Food Stamp Act som anslog 75 miljoner dollar till 350 000 människor i 40 counties och tre städer.
I augusti 1965 undertecknade Johnson lagen Housing and Urban Development Act som innebar kraftigt ökad finansiering för befintliga federala bostadsprogram och skapade nya program som gav hyresbidrag till äldre och handikappade, bostadsrehabiliteringsbidrag till fattiga husägare, tillstånd för veteraner att betala mycket lite för att få hypotekslån, rätt för familjer att flyttade till tomma privata bostäder och bidrag till lokala myndigheter för uppförande av vatten- och avloppsanläggningar.
Johnson bestämde också att 400 miljoner per år skulle satsas på stadsutvecklingar, ett program som New York Times 22 år senare skulle att recensera som delvis misslyckat.

### Sjukvård
1965 saknade hälften av USA:s befolkning sjukförsäkring. Demokraterna hade sedan 1957 propagerat för att staten skulle betala sjukhuskostnader för pensionärer, men fick inte igenom politiken förrän Johnson beslöt att arbeta för King-Andersons lagförslag, som skulle upprätta ett Medicare-program för äldre. Programmet skulle administreras av försäkringsverket och skattefinansieras. Lagförslaget vann i voteringen i representanthuset 313 röster mot 115 och senaten godkände en liberalare version av lagen den 9 juli. Johnson undertecknade lagen den 30 juli 1965 och gav de första Medicare-korten till den tidigare presidenten Harry S. Truman och hans fru Bess. 1976 omfattades en fjärdedel av USA:s befolkning av Medicare, men stora delar av befolkningen saknade fortfarande sjukförsäkring.

### Utbildning
Johnson var genom egna erfarenheter övertygad om att utbildning var vägen ut ur fattigdom. Eftersom regeringar tidigare inte velat bekosta skolor med statliga medel, blev utbildning Johnsons viktigaste prioritet i hela Great Society-agendan. Valsegern 1964 ledde till att fler liberala kom in i kongressen, vilka stöttade lagförslaget Elemantary and Secondary Education Act (ESEA). Lagförslaget innebar att staten skulle fördubbla satsningen på utbildning från 4 miljoner till 8 miljoner samt att mer pengar skulle ges till skoldistrikt med många elever som kom från fattiga familjer. Förslaget röstades igenom i representanthuset med 263 röster mot 153 den 26 mars 1965 och i senaten vann den med 73 röster mot 8. Från och med 1965 ökade statens satsningar på skoldistrikten successivt och detta kom i förlängningen att motarbeta segregationen.
1965 antogs också lagen Higher Education Act som innebar rätt för studenter med låg inkomst att ta studielån och få studiebidrag. Efter att lagen tagits i bruk ökade antalet examinerade från college avsevärt och antalet kom att tredubblas från 1964 till 2013. Samma år införde Johnson också Head Start-programmet som innebar statliga bidrag till förskolor.

### Skattepolitik
I början av 1963 hade Kennedy föreslagit en stor skattesänkning som accepterades av representanthuset i september, men som inte antogs i senaten. När Johnson tillträdde försäkrad han att landets budget skulle sänkas till under 100 miljarder dollar, vid skattesänkningen kallad Revenue Act godtogs och kunde undertecknas av Johnson den 24 februari 1964. Reformen innebar minskad inkomstskatt med 20 procent för varje person samt minskad företagsskatt. På grund av USA:s ökade kostnader i Vietnamkriget undertecknade Johnson 1968 Revenue and Expenditure Control Act som innebar flera inkomstskattehöjningar och besparingar.

### Invandring
För Johnson personligen hade invandringsfrågan ingen större prioritet, men demokraterna i kongressen antog lagförslaget Immigration and Nationality Act 1965 som ersatte lagen National Origins Formula, som innebar mindre mottagande av invandrare från länder utanför västra Europa och västra halvklotet. Denna gamla lag tänktes leda till större invandring från södra och västra Europa och mindre från Asien och Afrika. Enligt den skulle ungefär 300 000 invandrare från utanför västra halvklotet mottas per år, men den tillät familjeåterförening som innebar att fler invandrare utöver det satta målet fick komma. Den nya lagen tillät större invandring från utanför västra halvklotet och 1976 kom över hälften av invandrarna till USA från Mexiko, Korea, Kuba, Indien, Filippinerna, Taiwan och Dominikanska republiken.

### Social oro

#### Vietnamrörelsen

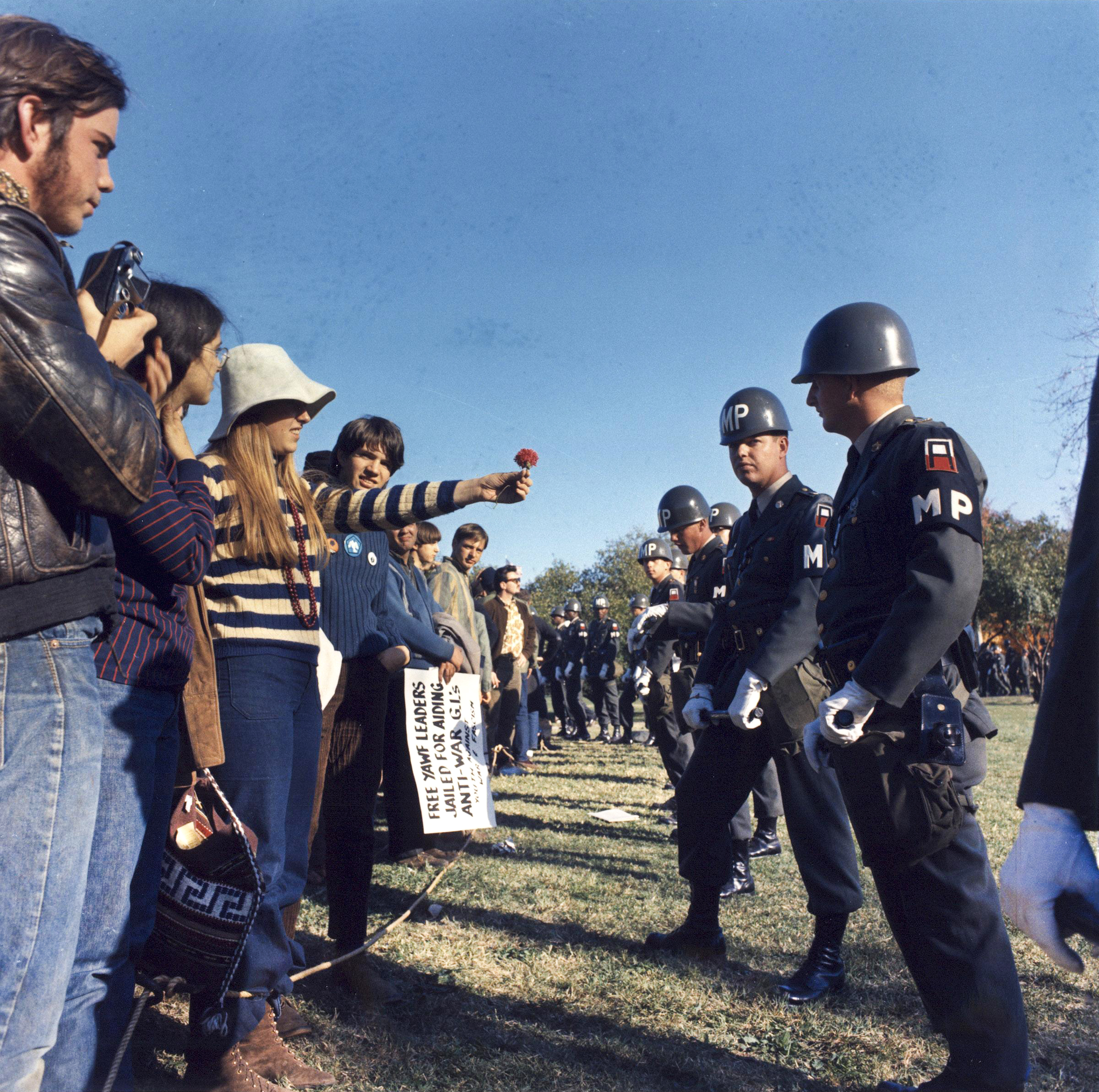
En kvinna ger en blomma till en soldat under en antikrigsdemonstration utanför Pentagon 1967.

När Johnson ökade den militära närvaron i Sydvietnam i slutet av 1964 tryckte 48 procent av USA:s befolkning att upprustningen skulle fortsätta medan bara 14 procent var emot. Den första antikrigsrörelsen, eller Vietnamrörelsen, uppstod bland collegestudenter och många av rörelsens anhängare betraktade sig som medlemmar av den "nya vänstern", en politisk rörelse som misstrodde liberalism och marxism. Johnson pressades allt mer mellan de krafter som ville ha ökad militär närvaro i Sydvietnam och de som var emot.
Collegerörelsen, nya vänstern och Vietnamrörelsen växte snabbt under 1965, men motståndet mot Vietnamkriget blev större efter att bilder på barn som skadats av amerikanska bomber spreds i pressen i januari 1967. En av Vietnamrörelsens mest framträdande gestalter var Martin Luther King, som var med och ledde en anti-vietnamkrigsmarsch från Central Park i New York till Förenta Nationernas högkvarter den 15 april 1967. Närmare 400 000 människor deltog i marschen och när Johnson i juni 1967 besökte The Century Plaza Hotel i Los Angeles stod nästan 10 000 vietnamdemonstranter utanför och protesterade. Denna protest ledde till att Johnson mycket sällan höll tal offentligt annat än på militärbaser.
Enligt en undersökning i juli 1967 var 52 procent av befolkningen missnöjd över Johnsons vietnampolitik och vid en senare mätning sade sig 66 procent av befolkningen tappat förtroendet för presidentens ledarskap. Johnson var övertygad om att kommunister infiltrerade Vietnamrörelsen och han beordrade CIA att utföra en olagliga operationen CHAOS för att spionera på rörelsens medlemmar. Några bevis för kommunistisk infiltration fann CIA inte.

#### Kravaller
Från och med 1964 följde flera somrar av civil olydnad, den första i Los Angeles på grund av anklagelser om polisvåld mot minoriteter. 1966 utbröt kravaller i den afroamerikanska stadsdelen Hough i Cleveland och 1967 genomfördes 159 upplopp rum över hela landet. I New Jersey dödades 26 personer och 1 500 skadades till följd av ett sex dagars långt upplopp och i Detroit vandaliserades affärer och poliser attackerades. I Detroit avled 43 personer, 2 250 skadades och 4 000 arresterades. President Johnson lät sätta in armén med pansarvagnar och maskingevär mot protestanterna. Många av sabotörerna var icke-färgade demonstranter, men huvuddelen var afroamerikaner som diskriminerats på bostadsmarknaden, inom arbetslivet och i skolorna.
Efter händelserna i Detroit lät Johnson tillsätta den så kallade Kernerkommissionen för att komma till botten med motiven bakom upploppen och den civila olydnaden och för att förebygga liknande händelser i framtiden. Kommissionen kom 1968 fram till att samhället höll på splittras mellan den färgade och icke-färgade befolkningen och varnade för en ny apartheidepok. När Martin Luther King mördades den 4 april 1968 följde nya våldsamma protester i över 130 städer i landet.

## Utrikespolitik

### Kalla kriget

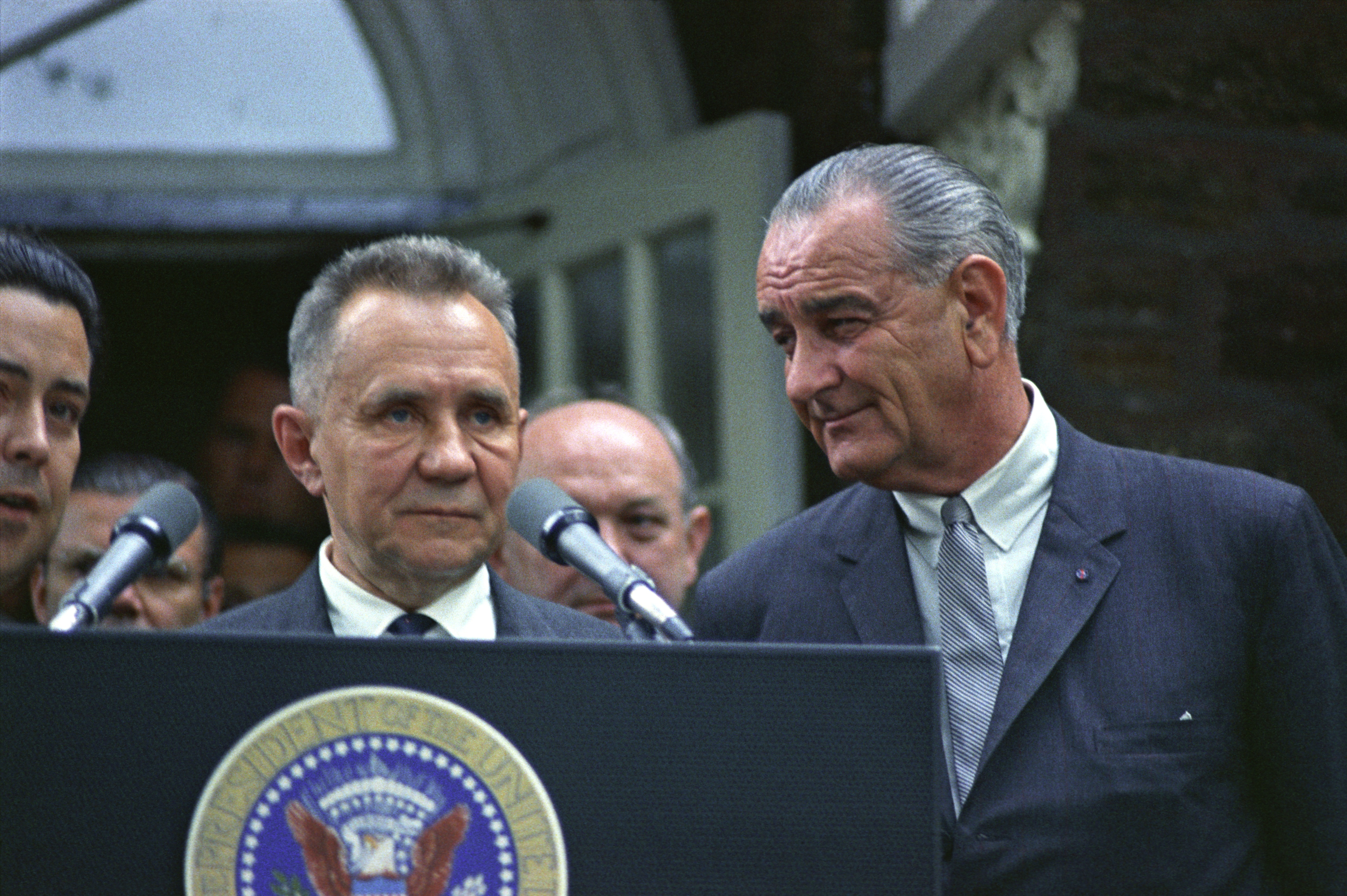
Aleksej Kosygin (till vänster) och Lyndon Johnson på Glassboro Summit Conferens 1967.

Johnson hade inte samma intresse för utrikespolitik som John F. Kennedy hade och han kom därför att satsa mer på inrikespolitiska reformer än på utrikespolitiska relationer. När Johnson tillträdde pågick redan kalla kriget, men han förde en fredlig politik med Sovjetunionen, som på 1960-talet eftersträvade bättre relationer med USA. Johnson försökte också lätta på den politiska spänningen med Kina, men detta rann ut i sanden i och med kulturrevolutionen. Hotet om kärnvapenkrig bekymrade Johnsonadministrationen som fick både Sovjetunionen och Storbritannien att underteckna Icke-spridningsavtalet i juli 1968. I avtalet lovade länderna att inte bistå andra länder att framställa eller utveckla kärnvapen.

### Vietnamkriget
USA hade haft militär personal i Sydvietnam sedan flera år tillbaka och snart efter sitt tillträde beslöt sig Johnson för att öka landets militära närvaro i Vietnam. Han var orolig för att Sydvietnams förlust i kriget skulle innebära underminering av hans inrikespolitiska reformer och som många andra av USA:s politiska ledare ville han stoppa spridningen av kommunismen. När Johnson därför sedermera avgick som president hade USA över 500 000 soldater i Vietnam.
I augusti 1964 uppgav amerikanska armén att två amerikanska jagare attackerats av nordvietnamesiska torpedbåtar på internationellt vatten 64 kilometer från Vietnams kust i Tonkinbukten. Trots att uppgifterna om vad som hänt var motstridiga ansåg sig Johnson under valrörelsen vara tvungen att underteckna en resolution som innebar att kongressen fick behörighet att agera arméns överbefäl för att genomföra attacker.

#### Operation Rolling Thunder
Medan Johnsons rådgivare ville att USA omedelbart skulle trappa upp kriget i Vietnam, lät Johnson först i början av 1965 inleda Operation Rolling Thunder som innebar en åtta veckor lång bombningskampanj. Kampanjen kom dock ha en mycket liten inverkan på krigets utfall. I mars 1965 föreslog säkerhetsrådgivare McGeorge Bundy att amerikanska marktrupper skulle sättas in i Vietnam, då flygbombningen inte var tillräcklig mot Hanoi. Johnson följde rådet och satte in infanteri för att angripa Nordvietnam och inte endast försvara Sydvietnam. Utrikesminister Robert McNamara föreslog i slutet av juli att antalet amerikanska soldater i Vietnam skulle öka från 75 000 till över 200 000 för att tvinga Nordvietnams ledare Ho Chi Minh till fredsförhandlingar. Bundy, Rusk, ambassadör Maxwell D. Taylor, generalerna William Westmoreland och Earle Wheeler samt Johnsons närmaste rådgivare höll med. Vid en presskonferens tillkännagav Johnson att 125 000 soldater skulle sändas till Vietnam. Han fann det svårt att välja mellan att skicka trupper till Vietnam eller låta kommunisterna vinna kriget, men trupperna skickades och i oktober 1965 hade USA:s stationerade styrka i Vietnam ökat till över 200 000 man. Många av dessa soldater var unga män som nyss examinerats från High school.
USA:s bombningar kritiserades från flera håll och i slutet av 1966 pressades Johnson att inleda fredsförhandlingar. Averell Harriman blev Johnsons "fredsambassadör", men samtidigt blev Johnson mer övertygad om att kriget måste vinnas av amerikanarna trots motståndet i samhället. Framemot nyår rekommenderade McNamara att ytterligare 70 000 amerikanska soldater skulle skickas till Vietnam, vilket också gjordes i början av 1967.
I maj 1967 föreslog McNamara att USA kunde förklara sig neutralt i det fortsatta kriget, men Johnson vägrade och CIA rapporterade om Nordvietnams brist på försörjningar och manskap. Fram till mitten av 1967 hade nästan 70 000 amerikanska soldater dödats eller sårats i Vietnam, men general Westmoreland sade att 55 000 nya soldater redan fått order att resa till Vietnam, vilket Johnson godkände.  I augusti bestämde han också att flygbombningarna skulle utökas och täcka nästan hela Nordvietnam. En intern grupp med utrikespolitiska experter kallad "De visa männen" bildades. Gruppen skulle analysera USA:s insats i kriget och kom inom kort fram till att trupperna inte skulle lämna Vietnam, utan att Johnson skulle fortsätta sin Vietnampolitik. I november avgick McNamara som försvarsminister då han börjat tvivla på Johnsons politik i Vietnam.

#### USA:s deltagande avtar
Den 31 januari inledde Nordvietnam Têt-offensiven mot de fem största städerna i Sydvietnam. Offensiven blev ett misslyckande för Nordvietnam, men den fick USA:s befolkning att kritisera krigskostnaderna. I en opinionsundersökning var 26 procent av befolkning för Johnsons Vietnampolitik medan 63 procent var emot. Den nye försvarsministern Clark Clifford ville avsluta kampanjen i Vietnam och fick stöd av nästan alla av "De visa männen" som nu bytt åsikt. Johnson förstod deras betänkligheter och gick med på att inleda fredsförhandlingar. Den 31 mars 1968 offentliggjorde han att bombningarna skulle avslutas och att han inte skulle ställa upp i presidentvalet samma år. Fredsförhandlingarna inleddes i maj, men kom inte att leda någonvart.

### Latinamerika
Liksom Kennedys regering försökte Johnson isolera Kuba som leddes av Fidel Castro och när dominikanska inbördeskriget bröt ut 1965 skickade Johnson över 20 000 marinsoldater för att evakuera amerikanska medborgare i landet. Johnsons användande av militära medel i frågan möttes av ifrågasättande i Latinamerika, som kom att spela mindre roll i Johnsonadministrationens politik under Vietnamkriget.

## Valen

### Valet 1964 och mellanårsvalet 1966

Resultatet av elektorsvalet 1964.

Inför valet stod Barry Goldwater från Arizona och New Yorks guvernör Nelson Rockefeller bra till inom republikanska partiet för att kandidera till presidentkandidater, men en skilsmässa skadade Rockefellers anseende så mycket att han inte kunde kandidera. Goldwater blev officiellt republikanernas kandidat i juli 1964. Inom demokraterna föreslogs Robert Kennedy till Johnsons vicepresidentkandidat, men eftersom de hade betydande samarbetsproblem sinsemellan utsågs istället Hubert Humphrey till vicepresidentkandidat. I valet vann Johnson med 61,05 procent av rösterna, vilket var den största valsegern sedan presidentvalet 1820. I elektorskollegiet vann Johnson med 486 röster mot Goldwaters 52.
Vid mellanårsvalet 1966 förlorade demokraterna 47 platser i representanthuset och tre platser i senaten till republikanerna, men demokraterna lyckades bibehålla sin kontroll över båda kamrarna. Republikanerna åstadkom dessa segrar genom att varna för inflation, kravaller och Johnsons Vietnampolitik.

### Valet 1968
Vietnampolitiken framställde Johnson i dålig dager inför allmänheten, då det han officiellt sade inte överensstämde med vad som skedde i Vietnam. Guvernören i Missouri Warren E. Hearnes varnade Johnson för att han kunde förlora 100 000 röster i Missouri till följd av Vietnam och de militära kostnaderna. Johnson försökte påvisa framgångarna under hans mandatperioder; arbetslösheten var den lägsta på 13 år och företagsvinsterna och jordbruksinkomsterna var rekordhöga. Antalet starka Johnson-supportrar minskade ändå från 25 procent i oktober 1966 till 16 procent i januari 1967. Johnson kritiserade pressens agerande och skyllde sin impopularitet på medias lögner och faktafel. Han kritiserade också präster, liberaler och professorer som han ansåg vände allmänheten emot honom.

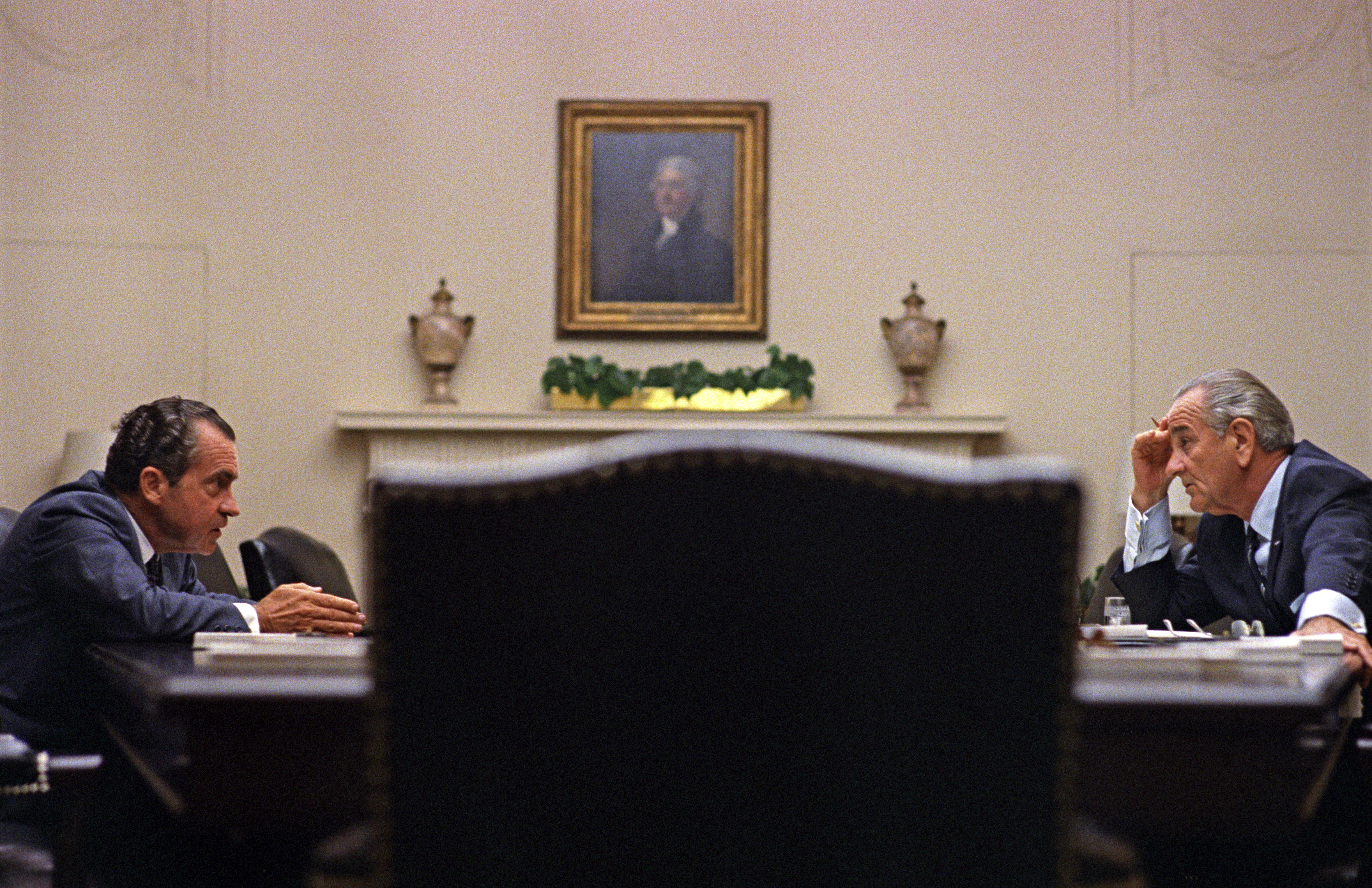
Richard Nixon till vänster och Lyndon Johnson till höger i Vita huset i juli 1968.

Närmare valet splittrades demokratiska partiet i fyra fraktioner; den första bestående av Johnson, Humphrey, fackföreningar och lokala partiordföranden, den andra av studenter som var emot Vietnamkriget samt intellektuella som stöttade Eugene McCarthy, den tredje av katoliker och afroamerikaner som stöttade Robert Kennedy och den fjärde av konservativa sydstatare som var emot människorättslagstiftningarna för afroamerikaner. McCarthy och Kennedy gick stabilt framåt i primärvalen och då Johnson inte ansåg sig kunna ena partiet inför valet meddelade han den 31 mars 1968 att han inte skulle ställa upp för omval. Dagen därefter ökade hans stöd från 36 procent till 49 procent. Enligt Robert Dallek beslöt Johnson att lämna Vita huset då han inte längre hade några inrikespolitiska mål, hans hälsa sviktade, Kennedys framgångar hotade att växa än mer och hans hustru Lady Bird Johnson ville att han skulle gå i pension.
När Johnson drog sig tillbaka kandiderade Humphrey till presidentposten och efter mordet på Robert F. Kennedy i juni 1968 gav Johnson sitt stöd till Humphrey att vinna partiets kandidatomröstning i slutet av augusti. Republikanernas kandidat var den före detta vicepresidenten Richard Nixon som gick till häftigt angrepp mot Great Society-reformerna och sade sig ha en "hemlig plan" att lösa Vietnamkriget med. I valet i november segrade Nixon, men demokraterna lyckades behålla makten i senaten och representanthuset.